# Limonium dichotomum
Limonium dichotomum är en triftväxtart som först beskrevs av Antonio José Cavanilles, och fick sitt nu gällande namn av Carl Ernst Otto Kuntze. Limonium dichotomum ingår i släktet rispar, och familjen triftväxter. Inga underarter finns listade i Catalogue of Life.